# Contaflex
Contaflex — семейство малоформатных однообъективных зеркальных фотоаппаратов с центральным затвором, выпускавшееся компанией Zeiss Ikon с 1953 до 1970 года. Впервые это название использовалось для двухобъективного зеркального фотоаппарата, выпускавшегося до войны. Первые две модели однообъективного Contaflex оснащались жёстковстроенным объективом, но в дальнейшем появилась возможность замены передней части объектива, расположенной перед затвором.

## Технические особенности
Contaflex считается первым в мире однообъективным зеркальным фотоаппаратом с центральным затвором. До этого аппаратура такого типа оснащалась только фокальными затворами, позволяющими беспрепятственно менять объектив, но плохо совместимыми с набиравшей популярность электронной фотовспышкой. Кроме трудностей синхронизации, шторно-щелевые затворы обладали и другими, почти не устранимыми в те годы недостатками, включая неравномерность экспозиции и искажения формы быстродвижущихся объектов. Не последнюю роль в предпочтениях конструкторов сыграли также интересы крупнейшего в мире производителя затворов Фридриха Декеля, который был основным поставщиком Zeiss Ikon.
Несмотря на достоинства, центральный затвор сразу же ограничил возможности Contaflex. Объектив стал жёстковстроенным, сведя на нет важнейшее преимущество однообъективных «зеркалок», пригодных для оптики любых фокусных расстояний. Кроме того, фокусировка объектива реализована выдвижением только передней его половины, расположенной перед неподвижным затвором Synchro-Compur. Это ограничило ближний предел фокусировки и сделало невозможной съёмку очень крупных планов и макросъёмку. Рабочий цикл фотоаппарата усложнился, потому что для работы зеркального видоискателя необходимо держать затвор открытым. При этом, даже в опущенном состоянии зеркало не обеспечивает достаточной светоизоляции, вынуждая устанавливать перед кадровым окном дополнительную шторку.
При взводе зеркало опускается в рабочее положение, а лепестки затвора открываются вспомогательным приводом. Одновременно опускается светозащитная шторка, полностью перекрывающая доступ света в кадровое окно. После выбора кадра и фокусировки при нажатии на спуск затвор сначала закрывается, а вслед за подъёмом зеркала и светозащитной шторки, отрабатывает выдержку. Такая длинная последовательность увеличивает задержку срабатывания, делая фотоаппарат непригодным для съёмки спорта. Кроме того, из-за особенностей механики ни один из «Контафлексов» так и не был оснащён современным зеркалом постоянного визирования. В то же время, прыгающая диафрагма стала стандартным атрибутом Contaflex, начиная с первой модели, значительно раньше классических «зеркалок» с фокальными затворами.
В усовершенствованных моделях III и IV проблема замены объектива была частично решена. Для этого фокусировка выполняется перемещением всего объектива Zeiss Tessar вместе с затвором, а передние линзы сделаны съёмными. Они устанавливались в отдельной оправе, закреплявшейся на корпусе затвора байонетом. Кроме штатного линзового блока, дающего в совокупности с задними элементами фокусное расстояние 50 мм, могли устанавливаться сменные модули Pro-Tessar на фокус от 35 до 115 мм. Насадочная линза Pro-Tessar M позволяла вести макросъёмку в масштабе 1:1. Надевающиеся на переднюю часть объектива призматические афокальные насадки увеличивали фокусное расстояние до 400 мм при светосиле f/16. Для первых двух моделей с жёстковстроенным объективом выпускалась афокальная насадка Telescop с увеличением 1,7× и собственной шкалой глубины резкости.
Почти до самого конца 1950-х годов инженеры Zeiss Ikon оставались приверженцами центрального затвора в зеркальных фотоаппаратах. В ФРГ у них появилось много последователей, создавших аналогичные Kodak Retina Reflex и Rolleiflex SL26. Лишь в 1959 году был представлен Contarex с фокальным затвором, предназначенный в качестве конкурента японским «зеркалкам». От новой камеры Contaflex получил такие же быстросменные магазины для оперативной замены типа фотоматериала при дневном свете в любом месте отснятого ролика. С первой до последней модели Contaflex имел съёмную заднюю стенку и допускал двухкассетную зарядку, в том числе шторными двухцилиндровыми кассетами системы Contax.

## Модельный ряд

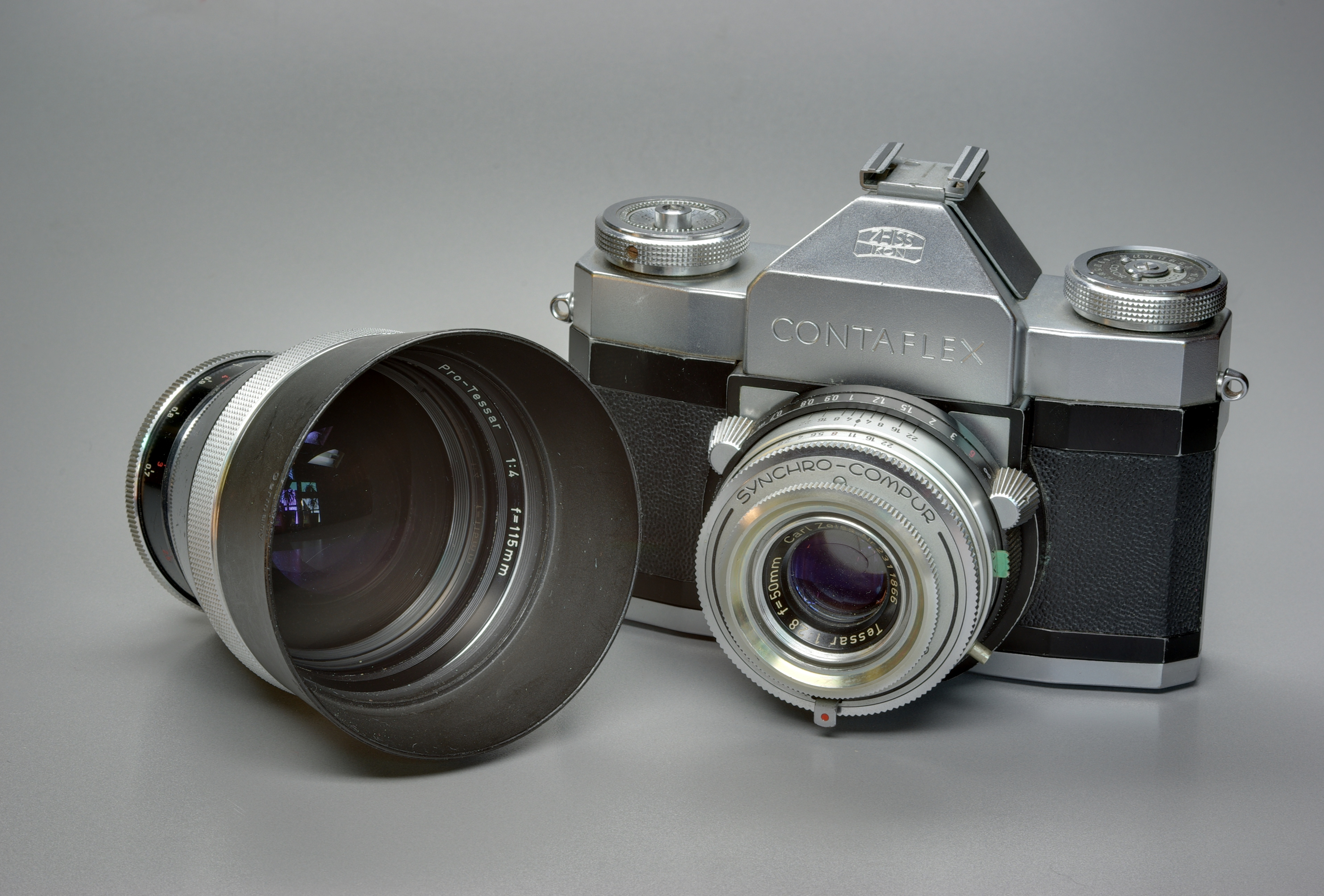
Contaflex III со сменной группой линз Pro-Tessar

- Contaflex I (1953) базовая модель с жёстковстроенным объективом Tessar 45/2,8 без экспонометра. Взвод затвора и перевод плёнки совмещены и выполняются цилиндрической головкой;
- Contaflex II (1954) отличается от первой модели встроенным несопряжённым экспонометром с селеновым фотоэлементом[1][21];
- Contaflex III (1956) усовершенствованная версия модели I со сменной передней группой линз объектива Tessar 50/2,8[14];
- Contaflex IV (1956) аналогичная камера, оснащённая несопряжённым селеновым экспонометром, по образцу модели II[1];

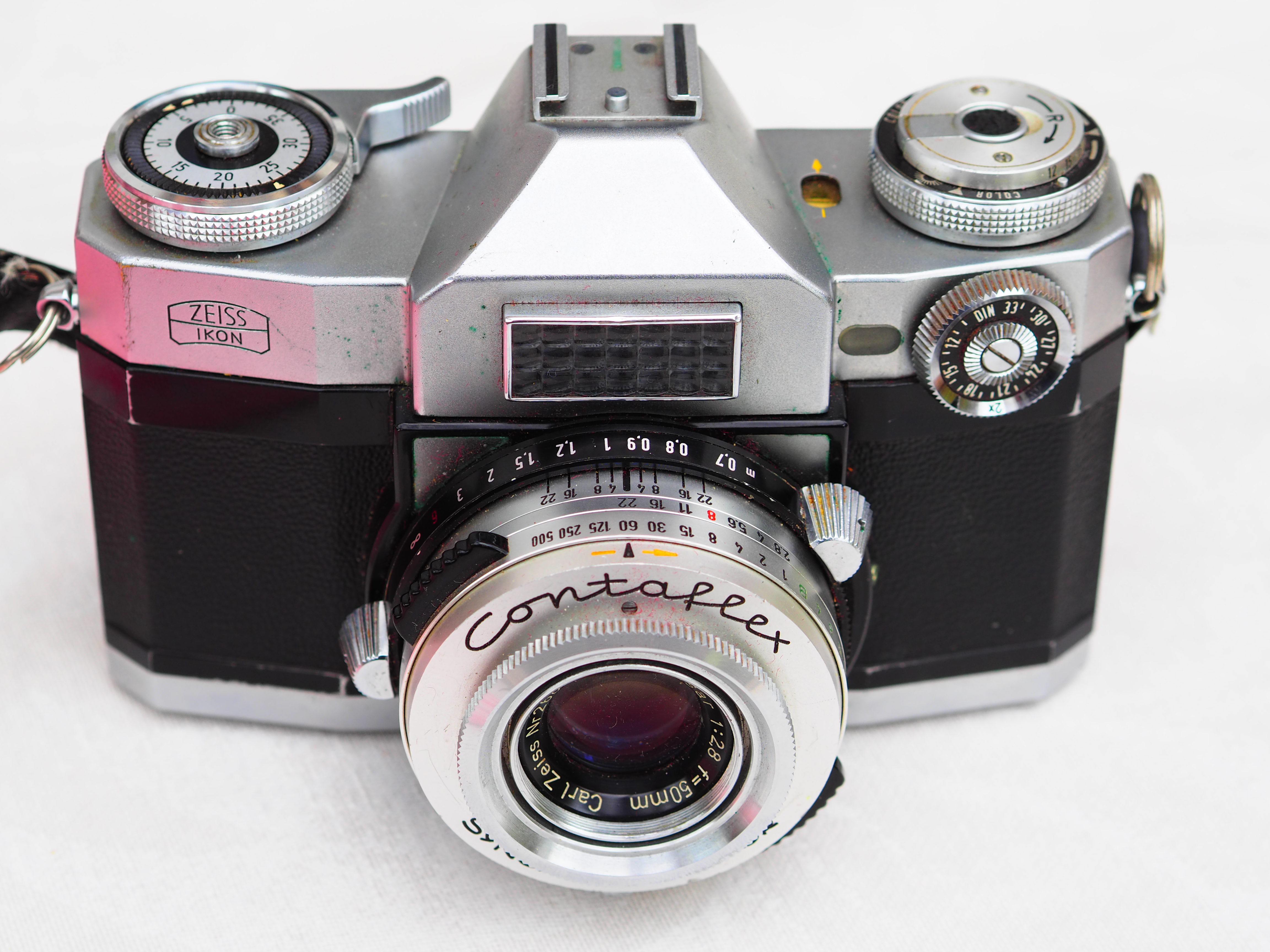
Contaflex Super, 1959

- Contaflex Alpha (1957) упрощённая версия модели III: вместо объектива Tessar установлен трёхлинзовый Pantar в более дешёвом затворе Prontor Reflex с кратчайшей выдержкой 1/300 секунды[22];
- Contaflex Beta (1957) в отличие от модели Alpha оснащена экспонометром;
- Contaflex Rapid (1958) отличается от предыдущих моделей курком взвода вместо головки. Кроме того, появилась откидная рулетка обратной перемотки;
- Contaflex Super (1959) отличается от Rapid сопряжённым селеновым экспонометром с фотоэлементом на передней стенке пентапризмы[20];

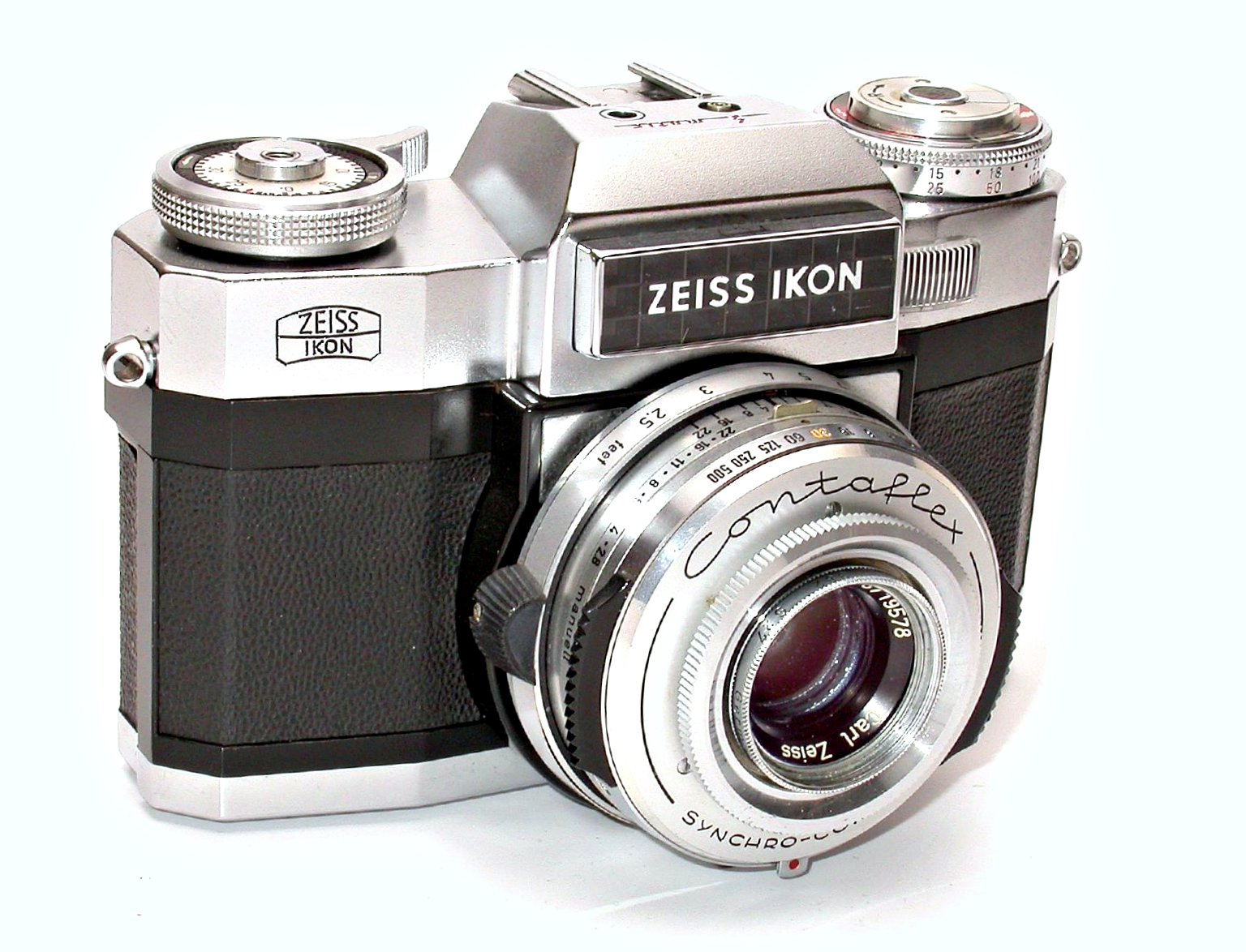
Contaflex Super B, 1963

- Contaflex Prima (1959) — удешевлённая версия модели Super, выпущенная в том же году с объективом Pantar в затворе Prontor Reflex;
- Contaflex Super (II) (1962) или «новый» — обновлённая модель Super в корпусе нового дизайна с чёрным шильдиком Zeiss Ikon. Стрелка экспонометра кроме окна в верхнем щитке стала видима в поле зрения видоискателя. Начиная с этой модели новый корпус Contaflex получил совместимость со сменными магазинами для фотоплёнки, заменяемыми на свету;
- Contaflex Super B (1963) первый «Контафлекс» с автоматическим управлением экспозицией. Камера бесступенчато регулировала диафрагму в режиме приоритета выдержки[23];
- Contaflex Super BC (1965) усовершенствованная модель Super B с фоторезисторным TTL-экспонометром вместо устаревшего селенового, внешне ничем не отличается;
- Contaflex S (1968) последняя модель Contaflex, переименованный Super BC;
- Contaflex 126 (1967) фотоаппарат с фокальным затвором, рассчитанный на кассеты Instamatic-126[24]. Камера стала одной из всего трёх «зеркалок», когда либо выпускавшихся для этого типа фотоматериала[25];